# Hur

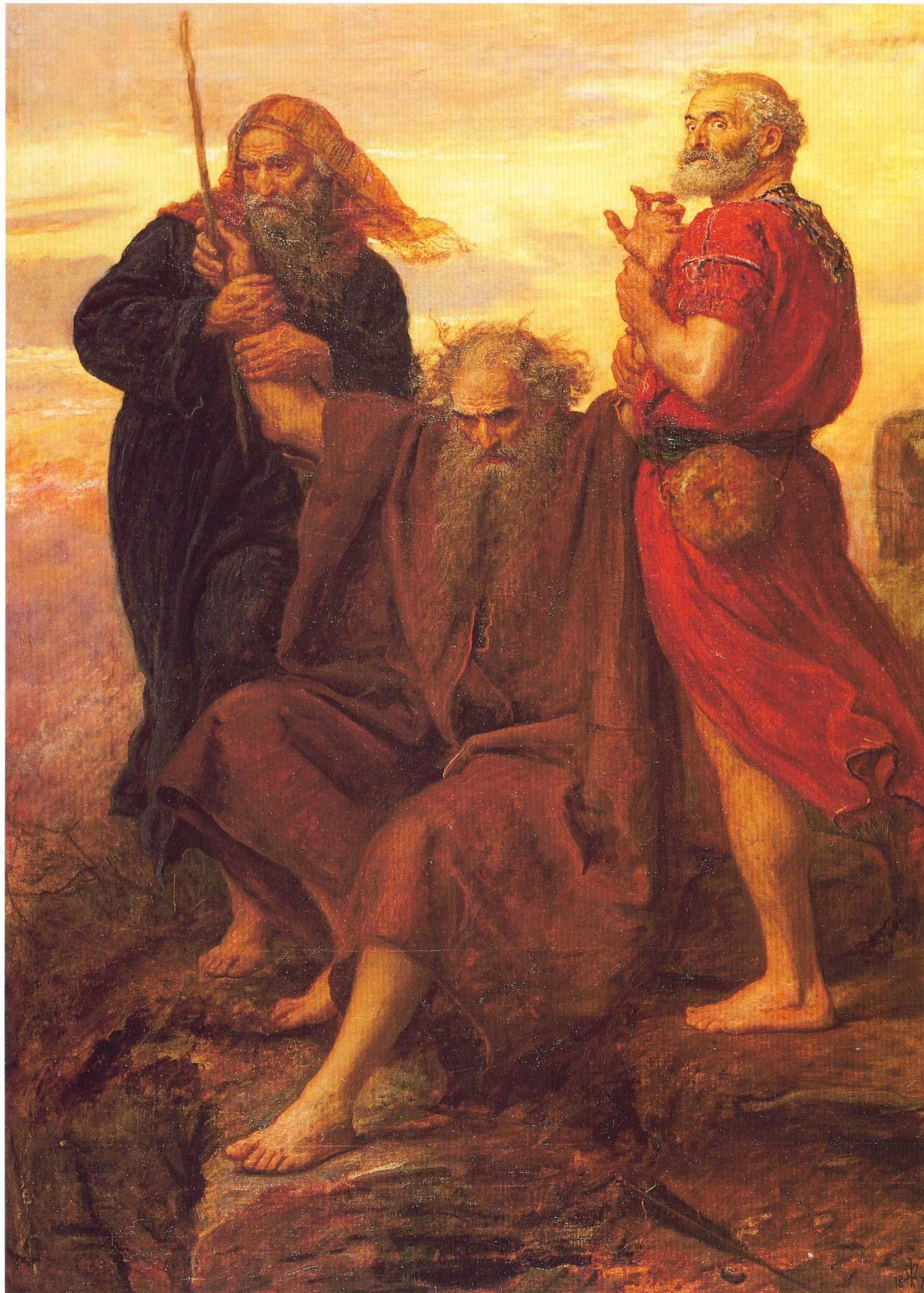
John Everett Millais, Victory O Lord!

Hur was een van de belangrijke persoonlijkheden uit de omgeving van Mozes in het Bijbelboek Exodus 17:10-12;24:14. Daarnaast komen nog minstens vier andere personages met die naam voor in de Bijbel. De Hur uit Exodus behoorde tot de stam van Juda. Volgens Josephus in zijn Antiquitates Judaicae was hij de man van Mirjam, de zus van Mozes. Hij hielp Mozes, samen met Aäron, tijdens de slag tegen de Amalekieten bij Refidim, door zijn armen in gebed geheven te houden om zo de overwinning voor de Israëlieten af te smeken.
In vers 24:12 staat dat Hur samen met Aäron wordt aangesteld tot leider van het volk tijdens de periode die Mozes doorbrengt op de berg Sinaï. In het verhaal over het 'gouden kalf' (Exodus 32) is van Hur geen sprake meer. Volgens de rabbijnse traditie werd Hur vermoord toen hij zich verzette tegen het maken van het 'gouden kalf' en dit zou Aäron ertoe aangezet hebben om toe te geven aan het volk.